# E20 (Sverige)
E20 är en stamväg i Sverige, som går sträckan Öresundsbron–Göteborg–Örebro–Stockholm.
Den ingår i den internationella Europaväg 20 (Shannon Airport–Dublin–Liverpool–Kingston upon Hull–Esbjerg–Köpenhamn–Malmö–Göteborg–Stockholm–Tallinn–St Petersburg). Den är 770 kilometer lång inom Sverige.

## Motorväg
Följande sträckor längs E20 är utbyggda till motorväg:
- Öresundsbron (gränsen mot Danmark) till Göteborg, gemensam med E6 från Trafikplats Petersborg i södra Malmö, 110/120 km/h
- Göteborg–Alingsås, 100 km/h från och med Jerikotunneln (80 km/h genom Mölndal och Partille och 70 km/h genom Göteborg)
- Alingsås-Vårgårda, 110 km/h (100 km/h fram till Bälingemotet)
- Lundsbrunn–Holmestad 110 km/h
- Vretstorp–Örebro 110 km/h
- Genom Örebro, gemensam med E18, 90 km/h
- Örebro–Arboga, gemensam med E18, 110 km/h
- Eskilstuna–Södertälje, 110/120 km/h
- Södertälje–Stockholm, gemensam med E4, 100 km/h. Vid Älvsjö i Stockholm 80 km/h och 70 km/h längs Essingeleden samt Norra länken.

## Beskrivning av sträckan
För information om hela europavägen E20, inklusive delar utanför Sverige, se E20.

### Grafisk översikt
Nedan visas en grafisk översikt över den vägstandard E20 har genom Sverige.
|  |  | Malmö |  | Göteborg |  | Örebro |  | Stockholm |

|  |  |  |  |  |  |  |  |  |  |  |  |  |  |  |  |  |  |  |

|           |                                      |
| Färgkoder |                                      |
|           | = Motorväg                           |
|           | = Mötesseparerad väg (2+2, 2+1, 1+1) |
|           | = Landsväg                           |

### Västkusten
E20 kommer in i Sverige via Öresundsbron, som knyter ihop motorvägsnäten i Danmark – och vidare med Tyskland och övriga Europa – samt Sverige. Motorvägen från Öresundsbron ansluter till E6 i Malmö, varifrån E6 och E20 har en gemensam motorvägssträckning till Göteborg.

### Göteborg
E20 är motorväg genom Göteborg.

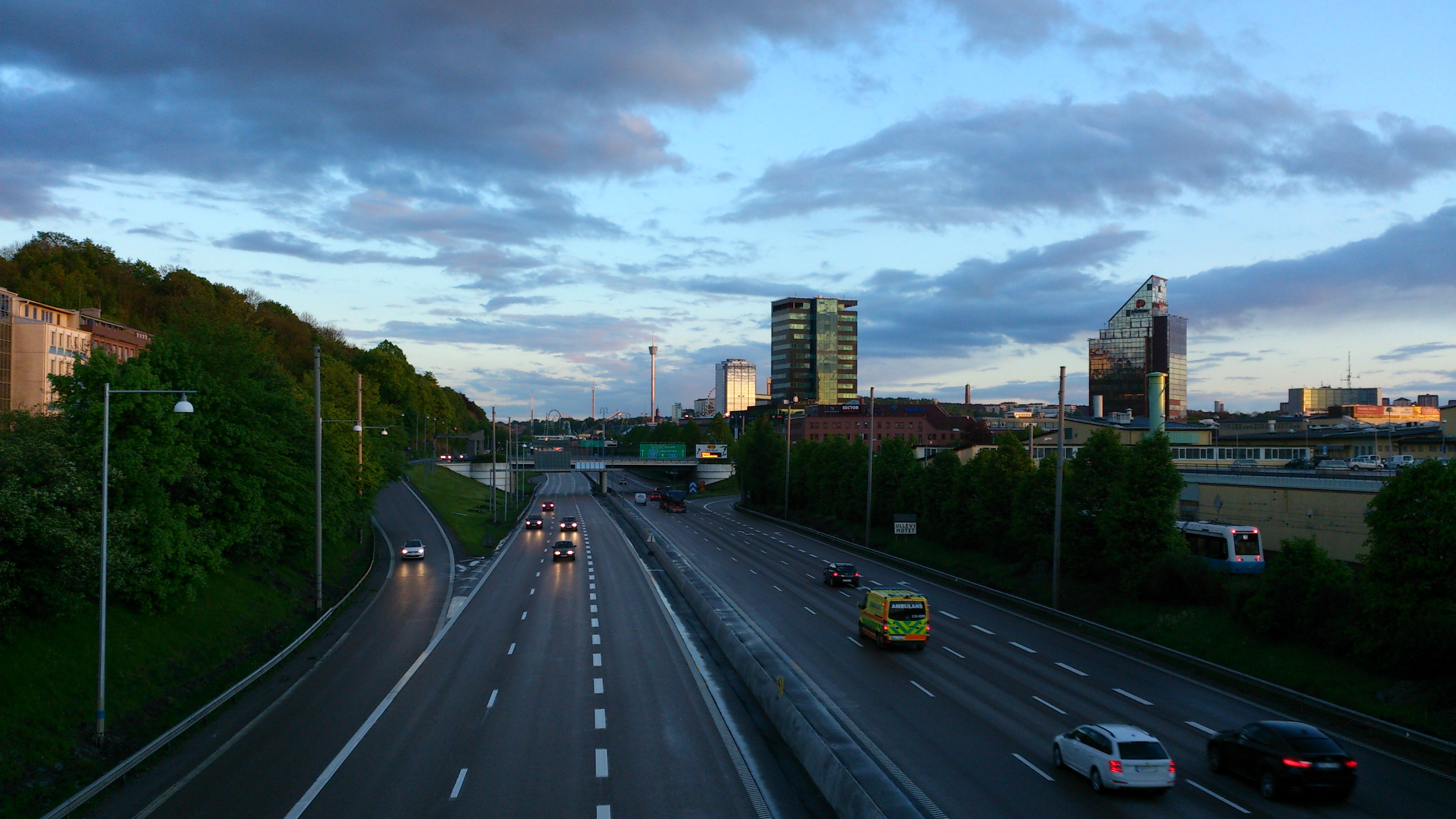
E20 vid Ullevimotet i Göteborg
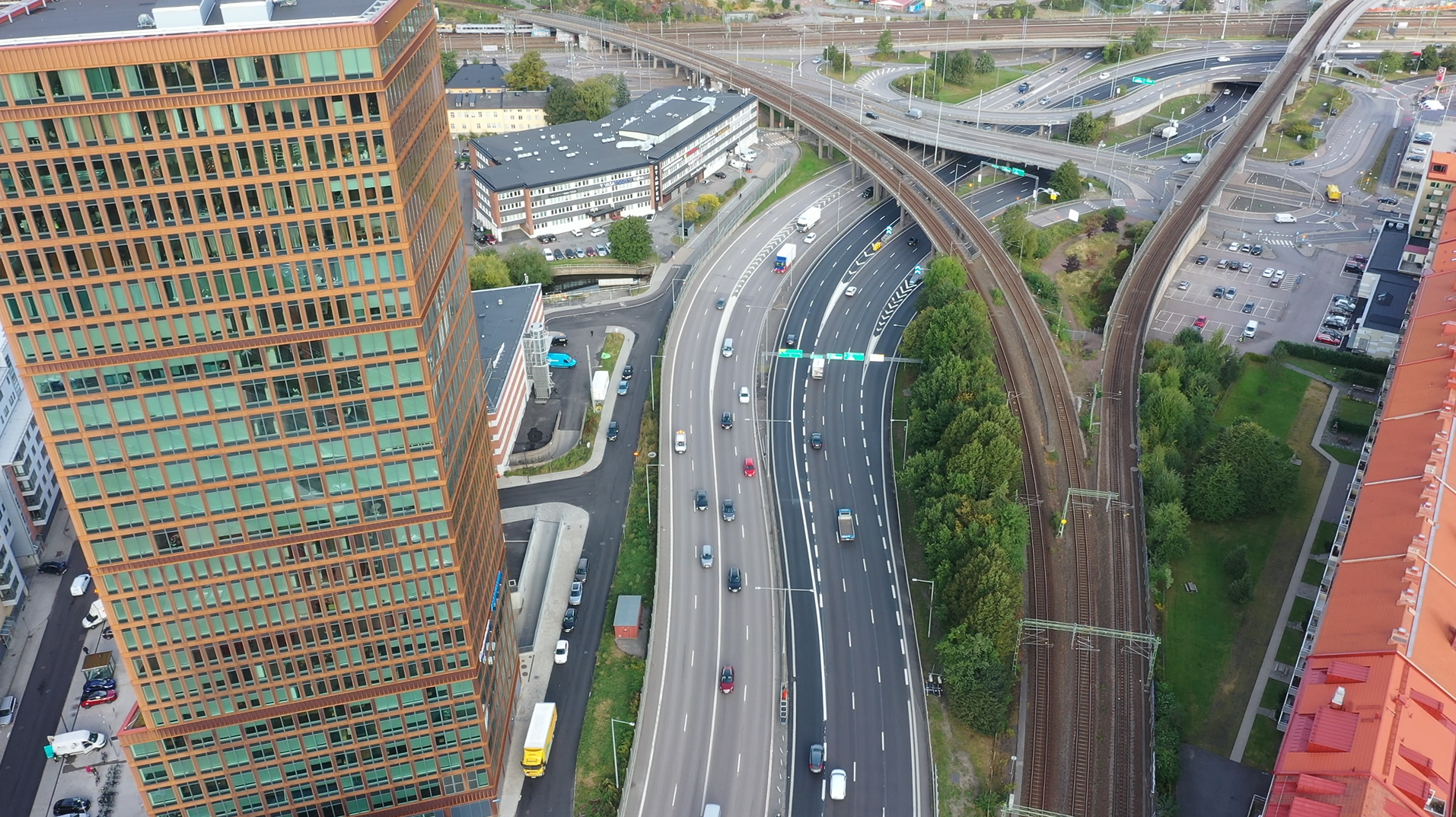
Vy över Olskroksmotet söderifrån i Göteborg. Här möts E6 (norrifrån) med E20 (österifrån) för att gemensamt fortsätta vidare söderut till Malmö.
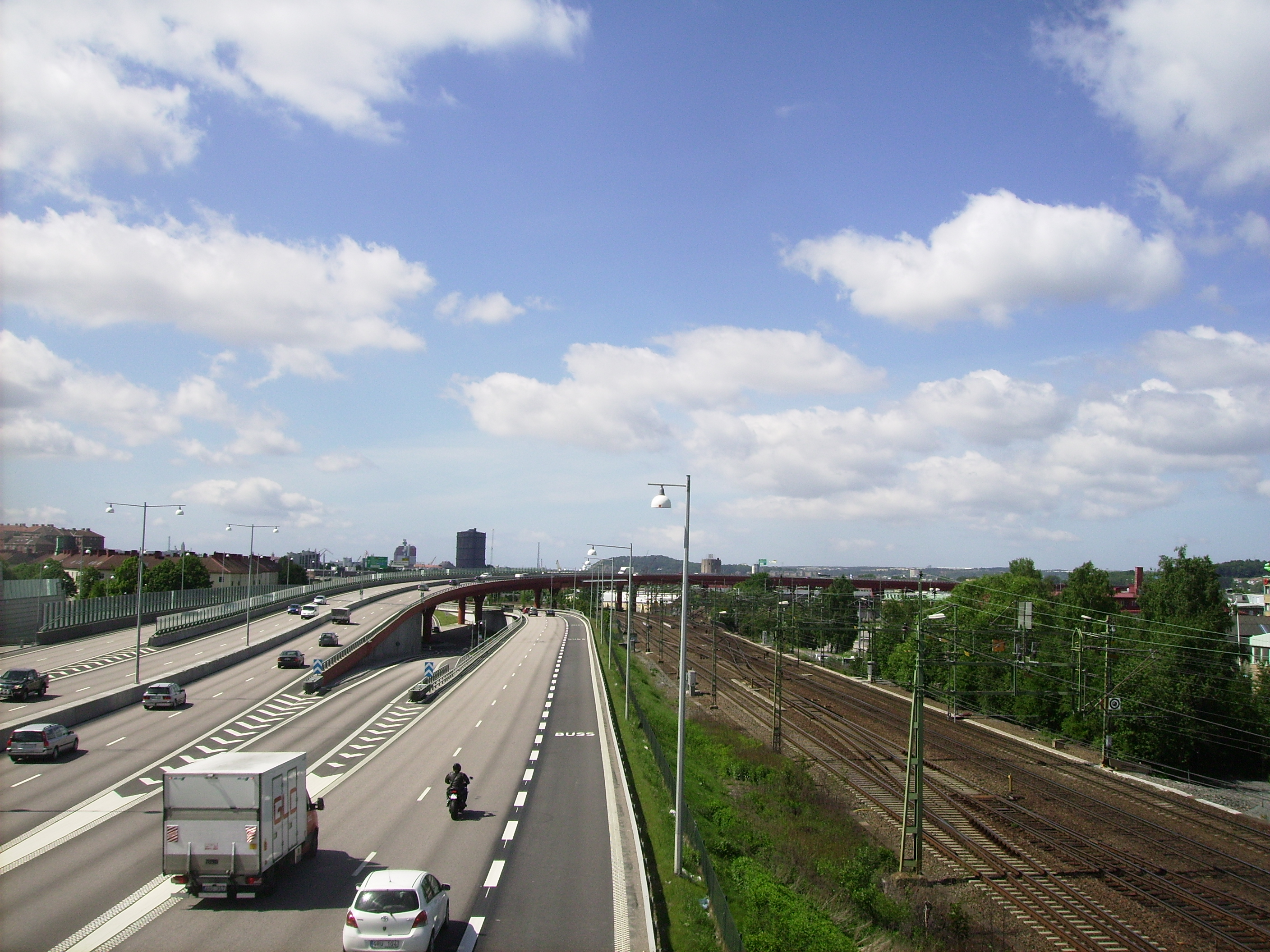
Ånäsmotet i Göteborg, motorvägen delar sig mot Frederikshavn, Oslo och Köpenhamn

### Västergötland

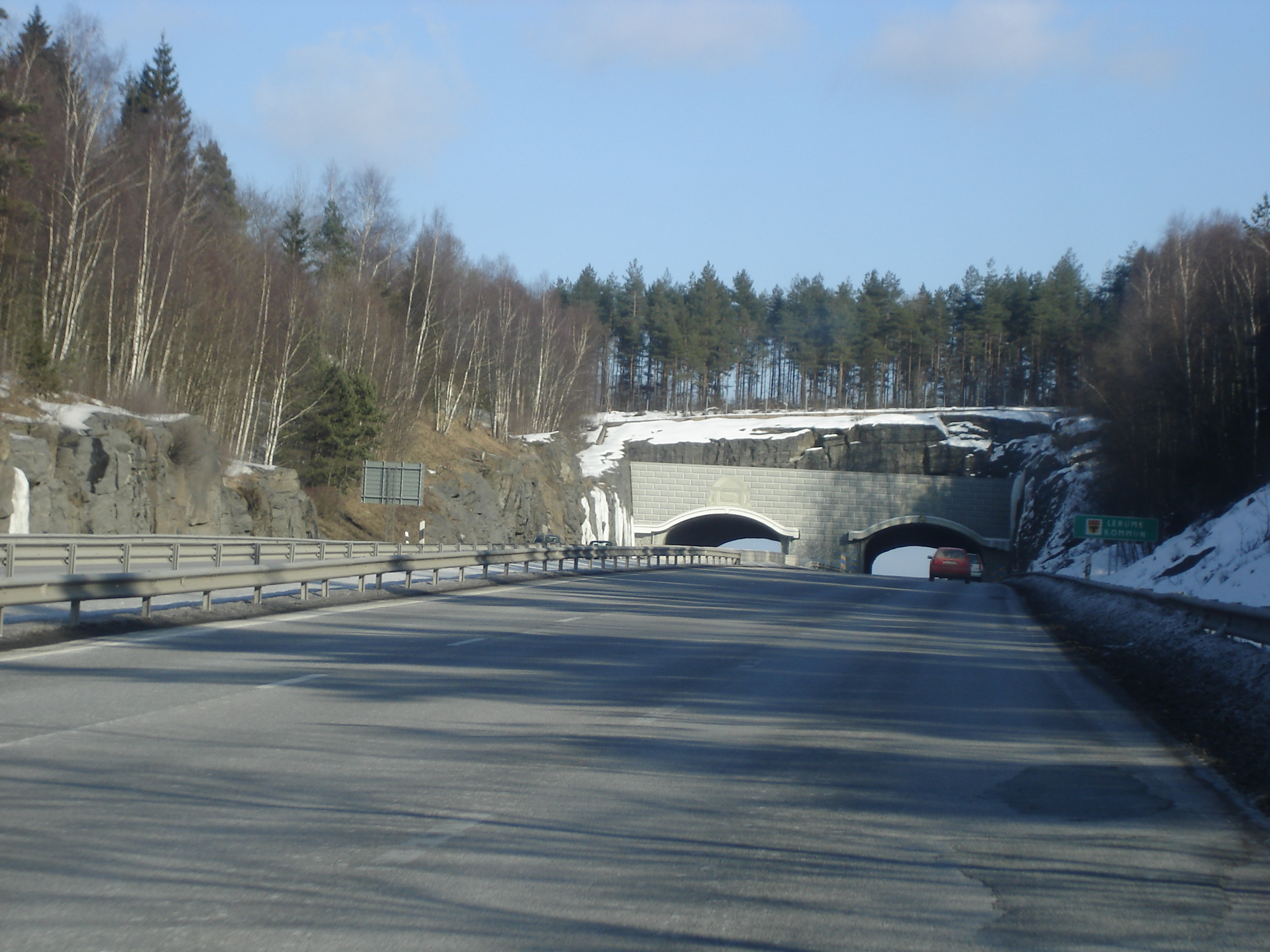
Jerikotunneln på E20 öster om Göteborg, vid kommungränsen Partille/Lerum.

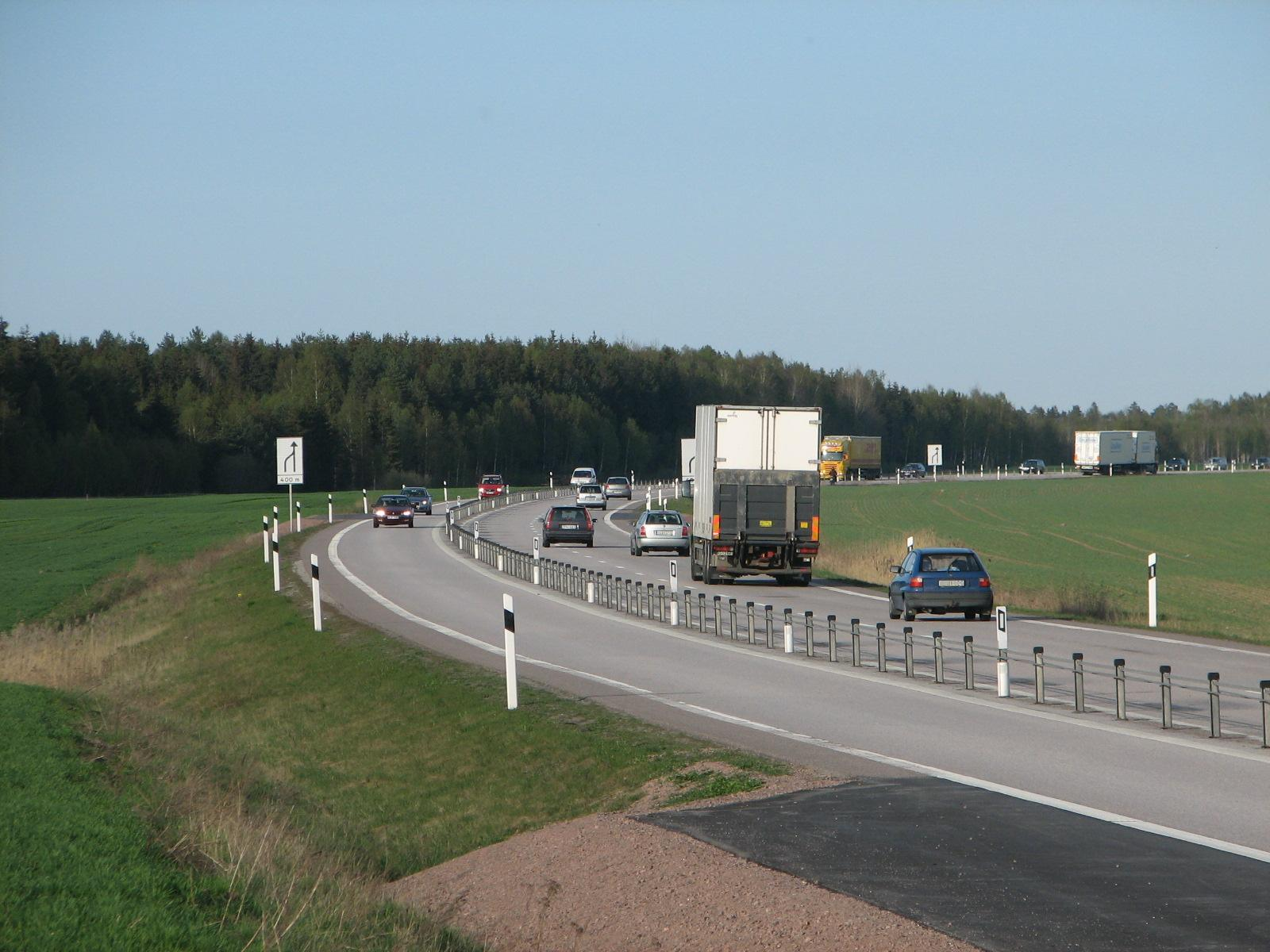
E20 väster om Skara, ombyggd till 2+1-väg 2006–2007.

E20 genom Västergötland börjar som motorväg mellan Göteborg och Vårgårda, förutom genom Alingsås där vägen är fyrfältsväg men samtliga korsningar sker i plan och hastigheten är skyltad till 60 km/h förutom vid rondellerna där hastigheten är 40 km/h. Sträckan genom Alingsås är cirka 4 km lång och har planerats byggas om till motorväg. Eftersom kommunen kräver nedgrävning och övertäckning för att ge bygglov, vilket regeringen inte vill betala är nu det projektet vilande.
Från Vårgårda är E20 mötesseparerad med blandade antal körfält fram till Lundsbrunn. Korsningarnas utformning varierar stort. Fullskaliga trafikplatser vid de större tätorterna, i övrigt finns mindre trafikplatser med korta påfarter med väjningsplikt samt trevägskorsningar och enkla anslutningar där man bara kan åka på och av E20 i en riktning. Flera av anslutningarna till E20 har färister. Utanför Lundsbrunn börjar en kort sträcka av motorväg invigd 2009. Denna sträcker sig förbi Götene fram till Holmestad. I Götene finns Trafikplats Kinnekulle som knyter ihop riksväg 44 med E20. Från Holmestad och fram till Hasslerör är E20 av typen bred landsväg. Planskilda korsningar finns endast vid Mariestad. Hela denna sträcka planeras bli mötesseparerad. Resterande sträcka fram till Vretstorp, där E20 blir motorväg igen, är vägtypen 2+1-väg. I Hova finns en planskild korsning.
På 1940-talet tänkte man sig en motorväg Stockholm–Göteborg på lång sikt och den första sträckan som byggdes var mellan Floda och Alingsås. Denna sträcka byggdes med två körfält i vardera riktning, men innehöll en mängd korsningar i plan och därmed relativt långt från vad som idag klassas som motorväg. Sträckan Göteborg–Floda byggdes ut till motorväg 1960–1963. Därefter dröjde det till strax efter 2000 innan Lerum–Tollered byggdes om till riktig motorväg. Sträckan Tollered-Ingared byggdes om till motorväg 2020–2021. Ingared–Alingsås byggdes om till motorväg 2009–2012. Vid Nääsmotet utanför Floda kan man på gamla sträckan av riksväg 6 – rikssexan – som går vid sidan av motorvägen med namnet Gamla vägen beskåda en kort sträcka med den gatsten, som rikssexan belades med på 1930-talet. Alingsås–Vårgårda byggdes om till motorväg 2015–2020, i huvudsak i ny sträckning. Den gamla sträckan finns kvar och är bred landsväg.
Mellan Göteborg och Stockholm hette vägen rikssexan 1945–1962, och därefter E3 1962–1992. Strax norr om Hova längs dagens E20, precis efter gränsen mot Örebro län, ligger ett gatukök som heter just "Sexan" uppkallat efter den gamla riksvägen. I Lugnås söder om Mariestad ligger E3-baren. En bit söder om Hova söder om viadukten över järnvägen Kinnekullebanan där vägen svagt svänger norrut finns på dess östra sida en milsten från början av 1700-talet. Vägen ligger alltså i samma sträckning som då och är på detta ställe ganska smal.

### Mälardalen

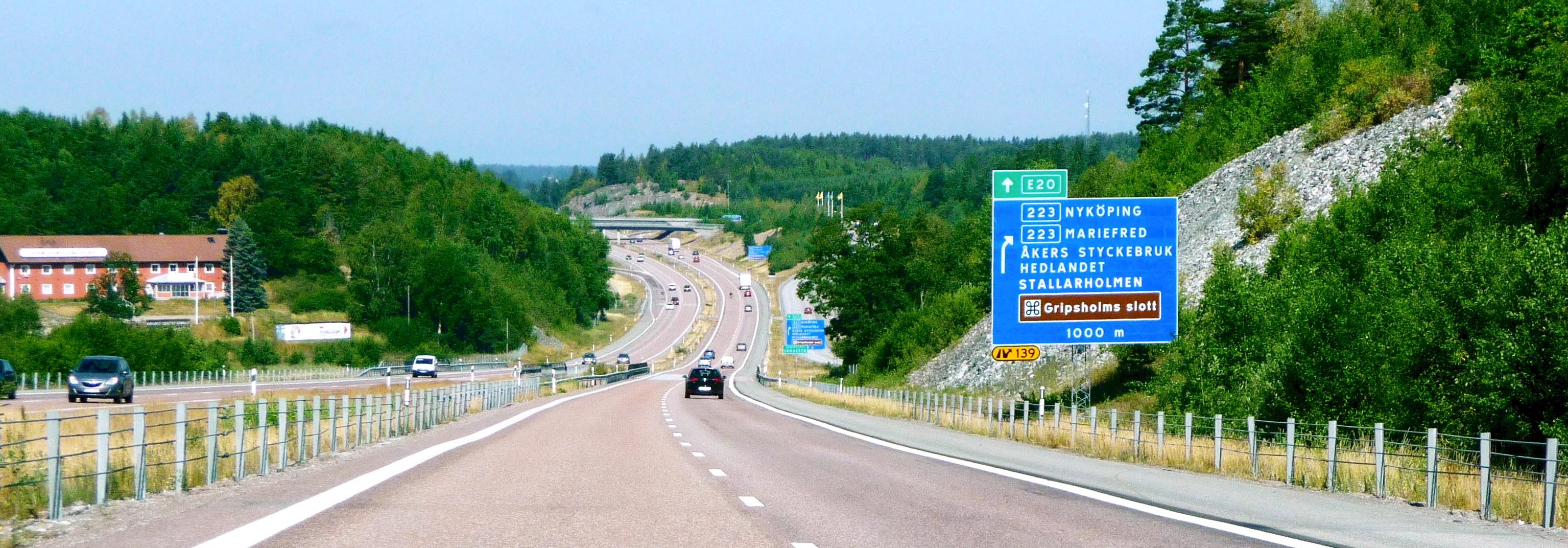
E20 västerut vid Trafikplats Läggesta nära Mariefred, juli 2014.

Från Vretstorp är det motorväg förbi Örebro och fram till Arboga. Motorvägen förbi Vretstorp färdigställdes 1995, östra Vretstorp till Kumla är från 1972, Kumla–Adolfsberg (Örebro) från 1981, medan förbifarten förbi Örebro (Västerleden) är från 1973. Motorvägen Örebro–Arboga är gemensam med E18, och är från år 2000. Mittremsan har här trots dess nya datum inget räcke, utan istället är det dubbla diken i den ganska breda mittremsan. Det har bedömts hindra fordon att komma över på fel sida. Efter att E18 och E20 delat på sig igen strax norr om Arboga fortsätter E20 som 2+1-väg med plankorsningar, för att halvvägs mellan Kungsör och Eskilstuna övergå till mötesfri motortrafikled som framme i den senare orten avlöses av ännu en motorväg. Denna går via Strängnäs till Södertälje och byggdes ut i etapper under 1990- och 2000-talen. Den sista delen, förbi Strängnäs, invigdes 2004. Sträckan mellan Södertälje och Stockholm delar den med E4.

### Stockholm
E20 går tillsammans med E4 på Sveriges mest trafikerade väg, Essingeleden. Här är det köer i rusningstrafik. Den sista biten av E20 i Sverige till Frihamnen där färjelinjen Stockholm– Tallinn avgår, går genom Norra länken och Södra hamnvägen i Stockholm. Om man ska med färjan i rusningstid bör man lägga till minst en halvtimme i planen för bilresan.

## Vägstandard
| Delsträcka                               | Delsträcka                          | Avstånd | Hastighet | Vägstandard |
| ---------------------------------------- | ----------------------------------- | ------- | --------- | --- |
| Öresundsbron Riksgräns Danmark / Sverige | Östra Karup                         | 125 km  |           | Motorväg (2+2) 30-70 km/h förbi Öresundsbrons betalstation. Gemensam med från trafikplats Petersborg. Gemensam med från trafikplats Petersborg till trafikplats Kronetorp. |
| Östra Karup                              | Varberg Trafikplats Varberg N       | 100 km  |           | Motorväg (2+2) Gemensam med . |
| Varberg Trafikplats Varberg N            | Kungsbacka Trafikplats Kungsbacka S | 40 km   |           | Motorväg (2+2) Gemensam med . |
| Kungsbacka Trafikplats Kungsbacka S      | Kållered Kålleredsmotet             | 14 km   |           | Motorväg (2+2) Gemensam med . |
| Kållered Kålleredsmotet                  | Göteborg Kallebäcksmotet            | 11 km   |           | Motorväg (3+3) Gemensam med . |
| Göteborg Kallebäcksmotet                 | Göteborg Munkebäcksmotet            | 5 km    |           | Motorväg (3+3) Gemensam med till Olskroksmotet. |
| Göteborg Munkebäcksmotet                 | Jonsered Jonseredsmotet             | 8 km    |           | Motorväg (3+3) |
| Jonsered Jonseredsmotet                  | Alingsås Hedvigsbergsvägen          | 32 km   |           | Motorväg (2+2) |
| Alingsås Hedvigsbergsvägen               | Alingsås Kristineholm               | 4 km    |           | 2+2-väg |
| Alingsås Kristineholm                    | Bälinge Bälingemotet                | 2 km    |           | Motorväg (2+2) |
| Bälinge Bälingemotet                     | Vårgårda Trafikplats Hjultorp       | 15 km   |           | Motorväg (2+2) |
| Vårgårda Trafikplats Hjultorp            | Lundsbrunn Trafikplats Ledsjö       | 73 km   |           | Mötesseparerad väg (2+2, 2+1 och 1+1) 70 km/h förbi Motoristen |
| Lundsbrunn Trafikplats Ledsjö            | Götene Jättadansen                  | 11 km   |           | Motorväg (2+2) |
| Götene Jättadansen                       | Hasslerör                           | 30 km   |           | Landsväg. |
| Hasslerör                                | Sandstubbetorp                      | 58 km   |           | 2+1-väg 60-80 km/h genom Laxå. |
| Sandstubbetorp                           | Örebro Trafikplats Adolfsberg       | 35 km   |           | Motorväg (2+2) |
| Örebro Trafikplats Adolfsberg            | Örebro Trafikplats Norrplan         | 9 km    |           | Motorväg (2+2) Gemensam med . |
| Örebro Trafikplats Norrplan              | Arboga Trafikplats Gräsnäs          | 40 km   |           | Motorväg (2+2) Gemensam med . |
| Arboga Trafikplats Gräsnäs               | Östertibble                         | 25 km   |           | 2+1-väg 60-80 km/h vid Arboga. |
| Östertibble                              | Eskilstuna Valhalla                 | 15 km   |           | Motortrafikled (2+1) |
| Eskilstuna Valhalla                      | Mariefred Trafikplats Läggesta      | 45 km   |           | Motorväg (2+2) 100 km/h genom Eskilstuna. |
| Mariefred Trafikplats Läggesta           | Södertälje Trafikplats Vasa         | 25 km   |           | Motorväg (2+2) |
| Södertälje Trafikplats Vasa              | Södertälje Trafikplats Moraberg     | 8 km    |           | Motorväg (2+2) Gemensam med från trafikplats Saltskog Ö. |
| Södertälje Trafikplats Moraberg          | Hallunda Trafikplats Hallunda       | 11 km   |           | Motorväg (3+3) Variabel hastighet (80/100 km/h). Gemensam med . |
| Hallunda Trafikplats Hallunda            | Stockholm Trafikplats Västberga     | 12 km   |           | Motorväg (3+3) Gemensam med . |
| Stockholm Trafikplats Västberga          | Stockholm Trafikplats Norrtull      | 8 km    |           | Motorväg ((2-4)+(2-4)) Gemensam med . |
| Stockholm Trafikplats Norrtull           | Stockholm Trafikplats Värtan        | 5 km    |           | Motorväg (2+2) |
| Stockholm Trafikplats Värtan             | Stockholm Frihamnen                 | 1 km    |           | Stadsgata. |

## Utbyggnadsplaner
De delar av E20 i Västsverige som idag inte är mötesseparerade byggs nu successivt ut. I februari 2024 sker exempelvis byggstart av utbyggnad av E20 mellan Götene och Mariestad. År 2027 ska hela E20 genom Västra Götalands län vara mötesfri. Denna satsning finns med i den nationella planen för transportsystemet 2022-2033, och har blivit möjlig genom en medverkan till finansieringen från lokala och regionala intressenter. På sikt ska hela sträckan även bli fyrfältsväg.
| Sträcka                                                                        | Längd | Målstandard   | Status                              |
| ------------------------------------------------------------------------------ | ----- | ------------- | ----------------------------------- |
| Genom Alingsås (Hedvigsberg-Kristineholm) (befintlig sträckning)               | 5 km  | 21,5 m bred   | Byggstart osäker, projektet vilande |
| Götene – Mariestad (delvis ny sträckning)                                      | 20 km | 2+2           | Byggstart februari 2024. Klart 2027 |
| Förbi Mariestad (Hindsberg – Muggebo och Muggebo – Tjos, delvis ny sträckning) | 17 km | 2+2 (delvis ) | Byggstart 2024. Klart 2027          |

## Byggår till mötesfri väg, Göteborg – Södertälje
| Ordning | Vägnummer | Start            | Slut               | Vägtyp                            | Byggår | Namn på helt etapp-projekt | Status         |
| ------- | --------- | ---------------- | ------------------ | --------------------------------- | ------ | -------------------------- | -------------- |
| 1       | E20       | Olskroksmotet    | Munkebäcksmotet    | Motorväg                          | 1995   |                            |                |
| 2       | E20       | Munkebäcksmotet  | Jonseredsmotet     | Motorväg                          | 1967   |                            |                |
| 3       | E20       | Jonseredsmotet   | Flodamotet         | Motorväg                          | 1963   |                            |                |
| 4       | E20       | Flodamotet       | Nääsmotet          | Motorväg                          | 2003   |                            |                |
| 5       | E20       | Nääsmotet        | Ingaredsmotet      | Motorväg                          | 2021   | Tollered – Ingared         |                |
| 6       | E20       | Ingaredsmotet    | Alingsås           | Motorväg                          | 2012   |                            |                |
| 7       | E20       | Genom Alingsås   |                    | Fyrfältsväg                       |        | Genomfart Alingsås         | Ej finansierad |
| 8       | E20       | Kristineholm     | Bälingemotet       | Motorväg                          | 2016   | Kristineholm – Bälinge     |                |
| 9       | E20       | Bälingemotet     | Vårgårda           | Motorväg                          | 2020   | Bälinge – Vårgårda         |                |
| 10      | E20       | Förbi Vårgårda   |                    | Mötesseparerad väg                | 2022   | Förbi Vårgårda             |                |
| 11      | E20       | Vårgårda         | Ribbingsberg       | Mötesseparerad väg                | 2023   | Vårgårda – Vara            |                |
| 12      | E20       | Ribbingsberg     | Eling              | Mötesseparerad väg                | 2023   | Vårgårda – Vara            |                |
| 13      | E20       | Eling            | Vara               | Mötesseparerad väg                | 2023   | Vårgårda – Vara            |                |
| 14      | E20       | Vara             | Jung               | Mötesseparerad väg                | 2008   |                            |                |
| 15      | E20       | Förbi Jung       |                    | Mötesseparerad väg                | 2012   |                            |                |
| 16      | E20       | Jung             | Munkatorp          | Mötesseparerad väg                | 1999   |                            |                |
| 17      | E20       | Munkatorp        | Vilan              | Mötesseparerad väg                | 2010   |                            |                |
| 18      | E20       | Vilan            | Dalaån             | Mötesseparerad väg                | 2022   | Förbi Skara                |                |
| 19      | E20       | Dalaån           | Ledsjö             | Mötesseparerad väg                | 2023   | Förbi Skara                |                |
| 20      | E20       | Ledsjö           | Götene             | Motorväg                          | 2009   |                            |                |
| 21      | E20       | Götene           | Mariestad          | Motortrafikled                    | 2027   | Götene – Mariestad         | Byggstart 2024 |
| 22      | E20       | Hindsberg        | Muggebo            | Motortrafikled                    | 2027   | Förbi Mariestad            | Byggstart 2024 |
| 23      | E20       | Muggebo          | Tjos               | Motortrafikled/mötesseparerad väg | 2027   | Förbi Mariestad            | Byggstart 2025 |
| 24      | E20       | Hasslerör        | Lyrestad           | Mötesseparerad väg                | 2004   |                            |                |
| 25      | E20       | Lyrestad         | Fagerlid           | Mötesseparerad väg                | 2003   |                            |                |
| 26      | E20       | Fagerlid         | Bahult             | Mötesseparerad väg                | 2018   | Förbi Hova                 |                |
| 27      | E20       | Bahult           | Ladfallet          | Mötesseparerad väg                | 2006   |                            |                |
| 28      | E20       | Ladfallet        | Finnerödja         | Mötesseparerad väg                | 2003   |                            |                |
| 29      | E20       | Finnerödja       | Borasjön           | Mötesseparerad väg                | 2004   |                            |                |
| 30      | E20       | Borasjön         | Laxå               | Mötesseparerad väg                | 2005   |                            |                |
| 31      | E20       | Laxå             | Sandstubbetorp     | Mötesseparerad väg                | 2003   |                            |                |
| 32      | E20       | Sandstubbetorp   | Öster Vretstorp    | Motorväg                          | 1995   |                            |                |
| 33      | E20       | Öster Vretstorp  | Kumla              | Motorväg                          | 1972   |                            |                |
| 34      | E20       | Kumla            | Adolfsberg         | Motorväg                          | 1981   |                            |                |
| 35      | E18/E20   | Förbi Örebro     |                    | Motorväg                          | 1973   |                            |                |
| 36      | E18/E20   | Örebro           | Gräsnäs            | Motorväg                          | 2000   |                            |                |
| 37      | E20       | Gräsnäs          | Arboga             | Motortrafikled                    | 2001   |                            |                |
| 38      | E20       | Arboga           | Kungsör            | Mötesseparerad väg                | 2008   |                            |                |
| 39      | E20       | Kungsör          | Himmelsberga       | Mötesseparerad väg                | 2002   |                            |                |
| 40      | E20       | Himmelsberga     | Östertibble        | Mötesseparerad väg                | 2005   |                            |                |
| 41      | E20       | Östertibble      | Gröndal            | Motortrafikled                    | 2002   |                            |                |
| 42      | E20       | Gröndal          | Helgestahillsvägen | Motortrafikled                    | 2001   |                            |                |
| 43      | E20       | Förbi Eskilstuna |                    | Motorväg                          | 1988   |                            |                |
| 44      | E20       | Varlavägen       | Arphus             | Motorväg                          | 1999   |                            |                |
| 45      | E20       | Arphus           | Härad              | Motorväg                          | 1994   |                            |                |
| 46      | E20       | Förbi Strängnäs  |                    | Motorväg                          | 2004   |                            |                |
| 47      | E20       | Strängnäs        | Läggesta           | Motorväg                          | 1994   |                            |                |
| 48      | E20       | Läggesta         | Nykvarn            | Motorväg                          | 1996   |                            |                |
| 49      | E20       | Nykvarn          | Saltskog           | Motorväg                          | 1974   |                            |                |

Uppgifterna om byggår har begärts ut från Trafikverket under hösten 2020 och därefter sammanställts enligt ovan.

## Alternativa vägar
På flera sträckor längs vägen finns alternativa resvägar som är klart bättre:
- Helsingborg–Stockholm: E4 via Jönköping. 140 km kortare, motorväg hela vägen, den vägen skyltas dessutom från och med Malmö.
- Göteborg–Stockholm: Riksväg 40 till Jönköping, därefter E4 till Stockholm. Cirka 5–10 km kortare, bortåt en timme mindre körtid, samt motorväg cirka 90% av sträckan och i övrigt mötesfri 2+1-väg med 100 km/h. Dessutom skyltas vägen numera även som alternativ väg via Jönköping i båda hållen.
- Arboga–Stockholm: E18 via Västerås. Motorväg och motortrafikled hela vägen. Bättre alternativ för den som har målpunkt norr om Stockholms innerstad, inklusive Frihamnen där E20:s färja till Tallinn avgår.

## Anslutningar
E20 ansluter till följande vägar:
| - E6 - E22 - E65 - Riksväg 11 - Riksväg 16 - Länsväg 110 - Riksväg 17 - E4 - Länsväg 109 - Länsväg 107 - Länsväg 112 |  | - Riksväg 13 - Länsväg 115 - Riksväg 24 - Länsväg 117 - Riksväg 25 - Riksväg 26 - Länsväg 150 - Länsväg 154 - Länsväg 153 - Riksväg 41 - Länsväg 158 |  | - Riksväg 40 - Länsväg 180 - Riksväg 42 - Länsväg 181 - Länsväg 187 - Riksväg 47 - Länsväg 184 - Riksväg 49 - Riksväg 44 - Riksväg 26 - Länsväg 201 |  | - Länsväg 202 - Länsväg 200 - Länsväg 205 - Riksväg 50 - Riksväg 51 - Riksväg 52 - E18 - Riksväg 50 - Riksväg 68 - Länsväg 249 - Riksväg 56 |  | - Riksväg 55 - Länsväg 223 - E4 - Länsväg 225 - Länsväg 258 - Länsväg 259 - Länsväg 271 - Riksväg 75 - Länsväg 277 |

## Korsande järnvägar
E20 korsar följande järnvägar inom Sverige:
| - Värtabanan (2 gånger) - Ostkustbanan - Svealandsbanan (3 gånger) - Mälarbanan (2 gånger) - Godsstråket genom Bergslagen - Västra stambanan (4 gånger) |  | - Kinnekullebanan - Älvsborgsbanan - Västkustbanan (11 gånger) - Kust-till-kustbanan - Viskadalsbanan - Halmstadsbanan - Godsstråket genom Skåne |  | - Skånebanan (2 grenar) - Rååbanan - Lommabanan - Södra stambanan - Citytunneln (bara av ena motorvägshalvan) - Öresundsbanan (bara av ena motorvägshalvan) - Kontinentalbanan |

Dessutom korsas:
| - Göteborgs spårväg på tre platser. - Tvärbanan |  | - Stockholms tunnelbana - Gröna linjen - Röda linjen (7 platser, varav 2 broar över) - Blå linjen |

Samtliga korsningar är planskilda.

## Trafikplatser och korsningar
| Lista över trafikplatser längs                                               | Lista över trafikplatser längs | Lista över trafikplatser längs               | Lista över trafikplatser längs                                      |
|                                                                              | Nr                             | Namn                                         | Skyltning                                                           |
| ---------------------------------------------------------------------------- | ------------------------------ | -------------------------------------------- | ------------------------------------------------------------------- |
| Motorväg Öresundsbron–Alingsås (mestadels gemensam med )                     |                                |                                              |                                                                     |
|                                                                              |                                | Öresundsbron                                 | 7 850 m varav 5 350 m i Sverige                                     |
|                                                                              |                                | Riksgräns                                    | Danmark–Sverige                                                     |
|                                                                              |                                | Öresundsförbindelsen                         | 325 kr                                                              |
|                                                                              |                                | Trafikplats Vintrie                          | Malmö Sista avfart i Sverige                                        |
|                                                                              |                                | Trafikplats Naffentorp                       | Malmö S, Hyllie                                                     |
| Motorvägskorsning                                                            | 12                             | Trafikplats Petersborg                       | Trelleborg, Malmö C                                                 |
|                                                                              | 13                             | Trafikplats Lockarp                          | Lockarp                                                             |
| Motorvägskorsning                                                            | 14                             | Trafikplats Fredriksberg                     | Malmö S Ö, Ystad, Sturup                                            |
|                                                                              | 15                             | Trafikplats Södra Sallerup                   | Kvarnby, Klågerup                                                   |
| Motorvägskorsning                                                            | 16                             | Trafikplats Sunnanå                          | Malmö Ö, Staffanstorp, Simrishamn                                   |
|                                                                              | 17                             | Trafikplats Helenelund                       | Arlöv                                                               |
| Motorvägskorsning                                                            | 18                             | Trafikplats Kronetorp                        | Lund Kalmar, E22.10 Malmö Ö                                         |
|                                                                              | 19                             | Trafikplats Alnarp                           | Arlöv, Malmö N                                                      |
|                                                                              | 20                             | Trafikplats Lomma                            | Lund, Lomma                                                         |
|                                                                              | 21                             | Trafikplats Flädie                           | Bjärred, Lund                                                       |
|                                                                              | 22                             | Trafikplats Borgeby                          | Borgeby, Löddeköpinge                                               |
|                                                                              | 23                             | Trafikplats Löddeköpinge                     | Barsebäck, Löddeköpinge                                             |
|                                                                              | 24                             | Trafikplats Lundåkra                         | Bjuv, Barsebäck                                                     |
|                                                                              | 25                             | Trafikplats Landskrona Södra                 | Landskrona S, Eslöv                                                 |
|                                                                              | 26                             | Trafikplats Landskrona Norra                 | Landskrona N, Vallåkra                                              |
|                                                                              | 27                             | Trafikplats Rydebäck                         | Rydebäck                                                            |
| Motorvägskorsning                                                            | 28                             | Trafikplats Helsingborg Södra                | Helsingborg S, Ekeby                                                |
| Motorvägskorsning                                                            | 30                             | Trafikplats Kropp                            | E4.23 Helsingborg N, Stockholm                                      |
|                                                                              | 31                             | Trafikplats Fleninge                         | Fleninge, Hyllinge                                                  |
|                                                                              | 32                             | Trafikplats Strövelstorp                     | Strövelstorp, Bjuv                                                  |
|                                                                              | 33                             | Trafikplats Norra Varalöv                    | Höganäs, Åstorp                                                     |
|                                                                              | 34                             | Trafikplats Höja                             | Ängelholm Ö, Höja                                                   |
|                                                                              | 35                             | Trafikplats Rebbelberga                      | Ängelholm C, Höör, Klippan                                          |
|                                                                              | 37                             | Trafikplats Hjärnarp                         | Torekov, Hjärnarp                                                   |
|                                                                              | 38                             | Trafikplats Hallandsås                       |                                                                     |
|                                                                              | 39                             | Trafikplats Östra Karup                      | Båstad, Våxtorp                                                     |
|                                                                              | 40                             | Trafikplats Skottorp                         | Skummeslövsstrand, Skottorp                                         |
|                                                                              | 41                             | Trafikplats Laholm                           | Mellbystrand, Laholm, Hässleholm                                    |
|                                                                              | 43                             | Trafikplats Halmstad Södra                   | Halmstad S, Karlshamn, Markaryd, Hamnar                             |
|                                                                              | 44                             | Trafikplats Halmstad Östra                   | Halmstad Ö, Växjö                                                   |
|                                                                              | 45                             | Trafikplats Halmstad Norra                   | Halmstad N, Jönköping                                               |
|                                                                              | 46                             | Trafikplats Kvibille                         | Haverdal, Kvibille                                                  |
|                                                                              | 47                             | Trafikplats Getinge                          | Steninge, Getinge                                                   |
|                                                                              | 48                             | Trafikplats Slöinge                          | Slöinge                                                             |
|                                                                              | 49                             | Trafikplats Heberg                           | Skrea, Heberg                                                       |
|                                                                              | 50                             | Trafikplats Falkenberg Södra                 | Falkenberg S, Torup                                                 |
|                                                                              | 51                             | Trafikplats Falkenberg C (Vinbergsmotet)     | Falkenberg C, Svenljunga, Ullared                                   |
|                                                                              | 52                             | Trafikplats Morup                            | Morup, Långås                                                       |
|                                                                              | 53                             | Trafikplats Tvååker                          | Varberg S, Tvååker, Himle                                           |
|                                                                              | 54                             | Trafikplats Varberg Centrum                  | Varberg C, Ullared, Värnamo                                         |
|                                                                              | 55                             | Trafikplats Varberg Norra                    | Varberg N, Borås, Veddige                                           |
|                                                                              |                                | Värötunneln                                  | 265 m                                                               |
|                                                                              | 56                             | Trafikplats Värö                             | Ringhals, Bua, Veddige                                              |
|                                                                              | 57                             | Trafikplats Frillesås                        | Frillesås                                                           |
|                                                                              | 58                             | Trafikplats Fjärås                           | Åsa, Fjärås                                                         |
|                                                                              | 59                             | Trafikplats Kungsbacka Syd                   | Onsala, Kungsbacka S                                                |
|                                                                              | 60                             | Trafikplats Kungsbacka Centrum               | Särö, Kungsbacka C                                                  |
|                                                                              | 61                             | Trafikplats Kungsbacka Nord                  | Kungsbacka N                                                        |
|                                                                              | 62                             | Lindomemotet                                 | Spårhaga, Lindome                                                   |
|                                                                              | 63                             | Kålleredsmotet                               | Kållered S                                                          |
|                                                                              | 65                             | Torrekullamotet                              | Balltorp, Kållered N                                                |
|                                                                              | 66                             | Åbromotet                                    | Göteborg V, Mölndal S, Hamnar (Jämför E6.20)                        |
|                                                                              | 67                             | Mölndalsmotet                                | Mölndal C (endast avfart från södergående)                          |
|                                                                              | 68                             | Lackarebäcksmotet                            | Mölndal Ö                                                           |
|                                                                              | 70                             | Kallebäcksmotet                              | Flygplats, Jönköping, Kallebäck                                     |
|                                                                              |                                | Trängselskatt                                | upp till 22 kr                                                      |
|                                                                              | 71                             | Örgrytemotet                                 | Gårda S, Örgryte                                                    |
|                                                                              | 72                             | Gårdamotet                                   | Gårda (endast avfart från södergående, påfart till båda)            |
|                                                                              | 73                             | Ullevimotet                                  | Centrum, Gårda N                                                    |
| Motorvägskorsning                                                            | 74                             | Olskroksmotet                                | Oslo, Olskroken                                                     |
|                                                                              | 75                             | Ånäsmotet (Partihallsförbindelsen)           | Karlstad/Frederikshavn (endast från öster), Gamlestaden, Olskroken  |
|                                                                              | 76                             | Munkebäcksmotet                              | Munkebäck                                                           |
|                                                                              | 77                             | Torpamotet                                   | Östra Sjukhuset                                                     |
|                                                                              | 78                             | Fräntorpsmotet                               | Sävedalen                                                           |
|                                                                              | 80                             | Partillemotet                                | Partille, Landvetter                                                |
|                                                                              | 81                             | Skulltorpsmotet                              | Brodalen, Furulund                                                  |
|                                                                              |                                | Partille                                     |                                                                     |
|                                                                              | 82                             | Jonseredsmotet                               | Jonsered, Kåhög                                                     |
|                                                                              |                                | Jerikotunneln                                | 110 m                                                               |
|                                                                              | 84                             | Hulanmotet                                   | Lerum V                                                             |
|                                                                              | 86                             | Kastenhovsmotet                              | Lerum Ö, Gråbo, Härskogen                                           |
|                                                                              | 88                             | Flodamotet                                   | Floda                                                               |
|                                                                              | 89                             | Nääsmotet                                    | Nääs                                                                |
|                                                                              | 90                             | Tolleredsmotet                               | Tollered, Nääs fabriker                                             |
|                                                                              | 91                             | Högelidsmotet                                | Björkhaga, Tolleredskog                                             |
|                                                                              | 92                             | Ingaredsmotet                                | Edsås, Ingared, Hemsjö, Norsesund                                   |
|                                                                              | 93                             | Hästerydsmotet                               | Hästeryd                                                            |
|                                                                              | 94.1                           | Bodarnamotet                                 | Västra Bodarna                                                      |
| Landsväg genom Alingsås                                                      |                                |                                              |                                                                     |
|                                                                              |                                | Hedvigsberg                                  | Alingsås SV                                                         |
|                                                                              |                                | Sveaplan                                     | Alingsås C                                                          |
|                                                                              |                                | Götaplan                                     | Borås; Sollebrunn, Trollhättan                                      |
|                                                                              |                                | Kristineholm                                 | Alingsås Ö                                                          |
| Motorväg Alingsås-Vårgårda                                                   |                                |                                              |                                                                     |
|                                                                              | 94.5                           | Bälingemotet                                 | Bälinge, Borgen                                                     |
| Landsväg Vårgårda-Lundsbrunn                                                 |                                |                                              |                                                                     |
|                                                                              | 95.1                           | Trafikplats Hjultorp                         | Borås                                                               |
|                                                                              | 95.2                           | Trafikplats Vårgårda                         | Trollhättan, Vårgårda                                               |
|                                                                              | 95.3                           | Trafikplats Fagrabo                          | Falköping, Nossebro                                                 |
|                                                                              |                                |                                              | Nossebro (endast avfart från norr samt påfart norrut)               |
|                                                                              |                                |                                              | över Nossan                                                         |
|                                                                              |                                | Lekåsa                                       | Nossebro, Jonslund, Bitterna                                        |
|                                                                              |                                | Eling                                        | Vedum Tumleberg                                                     |
|                                                                              |                                | Naum                                         | Arentorp, Möllentorp                                                |
|                                                                              | 97.2                           | Trafikplats Vara                             | Lidköping, Vara                                                     |
|                                                                              | 97.3                           | Trafikplats Åsen                             | Jönköping, Trollhättan                                              |
|                                                                              |                                |                                              | över Lidan                                                          |
|                                                                              | 97.4                           | Trafikplats Jung                             | Jung, Kvänum                                                        |
|                                                                              |                                | Kålltorp/Blombacka                           |                                                                     |
|                                                                              | 98.1                           | Trafikplats Munkatorp                        | Skara Lidköping, Falköping                                          |
|                                                                              | 98.2                           | Trafikplats Glasbacken                       | Skara C?                                                            |
|                                                                              | 98.3                           | Trafikplats Vilan                            | Skövde                                                              |
|                                                                              |                                |                                              | Viglunda                                                            |
|                                                                              |                                |                                              | Skånings-Åsaka kyrka                                                |
| Motorväg Lundsbrunn-Holmestad                                                |                                |                                              |                                                                     |
|                                                                              | 99.1                           | Trafikplats Ledsjö                           | Lundsbrunn Skånings-Åsaka kyrka                                     |
|                                                                              |                                | Trafikplats Kinnekulle                       | Götene Lidköping Uddevalla Timmersdala                              |
| Landsväg Holmestad-Vretstorp                                                 |                                |                                              |                                                                     |
|                                                                              |                                | ?                                            | Jättadansen                                                         |
|                                                                              |                                | Motorp                                       |                                                                     |
|                                                                              |                                | Trafikplats Haggården                        | Mariestad; Skövde Jönköping                                         |
|                                                                              |                                | Trafikplats Ullervad                         | Mariestad Tibro                                                     |
|                                                                              |                                | Trafikplats Brodderud                        | Mariestad Töreboda                                                  |
|                                                                              |                                | ?                                            | Kristinehamn Filipstad                                              |
|                                                                              |                                | Lyrestad                                     | över Göta kanal, öppningsbar                                        |
|                                                                              | 103                            | Hova                                         | Töreboda Skövde                                                     |
|                                                                              |                                | Berget                                       |                                                                     |
|                                                                              |                                | Borasjön                                     |                                                                     |
|                                                                              |                                | Laxå                                         | Karlskoga Askersund                                                 |
| Motorväg Vretstorp-Arboga (mestadels gemensam med )                          |                                |                                              |                                                                     |
|                                                                              | 104                            | Vretstorp                                    | Vretstorp, Fjugesta                                                 |
|                                                                              | 105                            | Trafikplats Vallby                           | Viby krog                                                           |
|                                                                              | 106                            | Trafikplats Brändåsen                        | Hallsberg, Askersund, Jönköping                                     |
|                                                                              | 107                            | Trafikplats Byrstatorp                       | Hallsberg N, Kumla S; Norrköping; Nyköping                          |
|                                                                              |                                | Sickelsta                                    |                                                                     |
|                                                                              | 108                            | Trafikplats Ekeby                            | Kumla N, Mosås                                                      |
|                                                                              | 109                            | Trafikplats Marieberg                        | Marieberg, Täby, Marieberg köpcentrum, Törsjöterminalen, travbana   |
|                                                                              | 110                            | Trafikplats Adolfsberg                       | Pilängen, Adolfsberg, Oslo, Karlskoga                               |
| Motorvägskorsning                                                            | 111                            | Trafikplats Aspholmen/Bista                  | Centrum, Söder, Mässan, sjukhus                                     |
|                                                                              | 112                            | Trafikplats Karlslundsgatan                  | Garphyttan, Ånnaboda, Väster                                        |
|                                                                              | 113                            | Trafikplats Ekersvägen                       | Närkes Kil, Tysslingen                                              |
|                                                                              | 114                            | Trafikplats Hedgatan                         | Vivalla, Eurostop                                                   |
|                                                                              | 115                            | Trafikplats Norrplan                         | Falun; Gävle; Norr                                                  |
|                                                                              | 116                            | Trafikplats Munkatorp                        | Grenadjärstaden, Myrö                                               |
|                                                                              | 117                            | Trafikplats Skölv                            | Glanshammar                                                         |
|                                                                              | 118                            | Trafikplats Slyte                            | Götlunda                                                            |
|                                                                              |                                | Björnfallet/Högsjö                           |                                                                     |
|                                                                              | 119                            | Trafikplats Jäder                            | Arboga S; Lindesberg                                                |
|                                                                              | 120                            | Trafikplats Sätra                            | Arboga C?                                                           |
| Motorvägskorsning                                                            | 121                            | Trafikplats Gräsnäs                          | Västerås Stockholm (E20 svänger)                                    |
|                                                                              |                                | Trafikplats Marieborg                        | Arboga N?, Köping                                                   |
| Landsväg Arboga-Torpunga                                                     |                                |                                              |                                                                     |
|                                                                              |                                | Ekbacken                                     | Arboga (E20 svänger)                                                |
|                                                                              |                                |                                              | över Hjälmare kanal, öppningsbar                                    |
|                                                                              |                                | Kungsör                                      | Köping                                                              |
|                                                                              |                                | Kungsör                                      | Katrineholm Norrköping                                              |
|                                                                              |                                |                                              | Fennsta                                                             |
|                                                                              |                                |                                              | Lista, Tumbo                                                        |
|                                                                              |                                | Råbyhed                                      |                                                                     |
| Motorväg/Motortrafikled Torpunga-Stockholm. Går gemensam med från Södertälje |                                |                                              |                                                                     |
|                                                                              | 129                            | Trafikplats Gröndal                          | Västerås                                                            |
|                                                                              | 130                            | Trafikplats Folkesta                         | Torshälla, Hällbybrunn                                              |
|                                                                              | 131                            | Trafikplats Marielund                        | Katrineholm, Eskilstuna V, Torshälla                                |
|                                                                              | 132                            | Trafikplats Årby                             | Nyköping Eskilstuna C                                               |
|                                                                              | 133                            | Trafikplats Svista                           | Eskilstuna Ö                                                        |
|                                                                              | 134                            | Trafikplats Kjula                            | Kjula, Ärla                                                         |
|                                                                              | 135                            | Trafikplats Härad                            | Härad                                                               |
|                                                                              | 136                            | Trafikplats Lunda                            | Enköping, Uppsala, Strängnäs C,N                                    |
|                                                                              | 137                            | Trafikplats Biskopskvarn                     | Norrköping, Strängnäs C,S                                           |
|                                                                              | 138                            | Trafikplats Åker                             | Åkers Styckebruk                                                    |
|                                                                              | 139                            | Trafikplats Läggesta                         | Mariefred, Nyköping                                                 |
|                                                                              | 140                            | Trafikplats Nykvarn                          | Nykvarn                                                             |
|                                                                              | 140.2                          | Trafikplats Almnäs                           | Almnäs                                                              |
|                                                                              | 141                            | Trafikplats Vasa                             | Södertälje V                                                        |
|                                                                              | 142                            | Trafikplats Saltskog Västra                  | Centrum (endast till/från öster)                                    |
|                                                                              | 143                            | Trafikplats Saltskog Västra                  | Scania, Södertälje C                                                |
| Motorvägskorsning                                                            | 143                            | Trafikplats Saltskog Östra                   | Helsingborg (E20 svänger)                                           |
|                                                                              |                                | E4-bron                                      | över Södertälje kanal, öppningsbar                                  |
|                                                                              | 144                            | Trafikplats Salem                            | Salem, Rönninge                                                     |
|                                                                              | 146                            | Trafikplats Hallunda                         | Hallunda, Tumba                                                     |
|                                                                              | 147                            | Trafikplats Fittja                           | Fittja, Haninge                                                     |
|                                                                              | 148                            | Trafikplats Vårby                            | Vårby, Huddinge                                                     |
|                                                                              | 150                            | Trafikplats Lindvreten                       | Skärholmen S, Kungens kurva S                                       |
|                                                                              | 151                            | Trafikplats Kungens Kurva                    | Skärholmen N, Kungens kurva N                                       |
|                                                                              | 152                            | Trafikplats Bredäng                          | Bredäng, Mälarhöjden, Fruängen, Segeltorp, Sätra                    |
|                                                                              | 153                            | Trafikplats Västertorp                       | Älvsjö, Västertorp, Hägersten, Fruängen                             |
|                                                                              | 154                            | Trafikplats Västberga                        | Södermalm, Liljeholmen, Hägerstensåsen, Midsommarkransen, Västberga |
| Motorvägskorsning                                                            | 155                            | Trafikplats Nyboda                           | Nynäshamn, Årsta, Älvsjö,                                           |
|                                                                              | 156                            | Trafikplats Nybohov                          | Aspudden, Liljeholmen (endast från/till norr)                       |
|                                                                              | 157                            | Trafikplats Gröndal                          | Gröndal (endast från/till norr)                                     |
|                                                                              |                                | Gröndalsbron                                 | Över Mälaren, cirka 400 m                                           |
|                                                                              | 158                            | Trafikplats Stora Essingen                   | Essingeöarna (endast från/till söder)                               |
|                                                                              |                                | Essingebron                                  | Över Mälaren, 470 m                                                 |
|                                                                              | 159                            | Trafikplats Lilla Essingen                   | enbart påfart. (endast norrgående)                                  |
|                                                                              |                                | Fredhällstunneln                             | 210 m                                                               |
|                                                                              | 160a                           | Trafikplats Fredhäll                         | Stockholm C (norrgående)                                            |
|                                                                              | 160b                           | Trafikplats Fredhäll                         | Vällingby (norrgående)                                              |
|                                                                              | 161                            | Trafikplats Hornsberg                        | Hornsberg                                                           |
|                                                                              |                                | Trängselskatt Essingeleden                   | upp till 25 kr                                                      |
|                                                                              | 162                            | Trafikplats Tomteboda                        | Solna, Sundbyberg                                                   |
|                                                                              | 163                            | Trafikplats Karlberg                         | Sankt Eriksplan Karolinska, Stockholm C, Södermalm                  |
|                                                                              | 164                            | Trafikplats Norrtull                         | Sundsvall                                                           |
|                                                                              | 164                            | Trafikplats Norrtull                         | Norrtull                                                            |
|                                                                              |                                | Norra Länken                                 | 3,6 km (Går gemensam med )                                          |
|                                                                              |                                | Trafikplats Frescati                         | Norrtälje                                                           |
|                                                                              |                                | Trafikplats Värtan                           | Hjorthagen                                                          |
|                                                                              |                                | Trafikplats Värtan                           | Lidingö Värtahamnen ( svänger av mot Tallinn, Frihamnen)            |
|                                                                              |                                | Trängselskatt Avfart Tallinn                 | upp till 35 kr                                                      |
| Innerstadsgata Södra Hamnvägen till Frihamnen                                |                                |                                              |                                                                     |
|                                                                              |                                | Korsning Södra Hamnvägen/Norra Hamnvägen     | Värtahamnen                                                         |
|                                                                              |                                | Korsning Södra Hamnvägen/Hangövägen          |                                                                     |
|                                                                              |                                | Korsning Södra Hamnvägen/Hamburgsvägen       |                                                                     |
|                                                                              |                                | Korsning Södra Hamnvägen/Andra Bassängvägen  |                                                                     |
|                                                                              |                                | Korsning Södra Hamnvägen/Fjärde Bassängvägen |                                                                     |
|                                                                              |                                | Korsning Södra Hamnvägen/Tegeluddsviadukten  | Centrum                                                             |
|                                                                              |                                | Korsning Södra Hamnvägen/Frihamnsgatan       |                                                                     |
|                                                                              |                                | Färja från Frihamnen                         | till Tallinn                                                        |
|                                                                              |                                | Riksgräns                                    | Sverige–Estland                                                     |

## Fotnoter/referenser
1. ↑  ”E20 Genomfart Alingsås (vilande)”. Alingsås Tidning. Arkiverad från originalet den 3 september 2018. https://web.archive.org/web/20180903045657/https://www.alingsastidning.se/2017/09/gor-ett-omtag-for-e20-utanfor-alingsas/. Läst 2 september 2018.
2. ↑  ”E20 Genomfart Alingsås”. Trafikverket. https://www.trafikverket.se/nara-dig/Vastra-gotaland/vi-bygger-och-forbattrar/E20-GoteborgOrebro/E20-genomfart-Alingsas/. Läst 22 augusti 2020.  ”E20 Genomfart Alingsås finns inte med i den nuvarande nationella infrastrukturplanen för 2018-2029”
3. ↑  Historiska ortofoton, Lantmäteriet, referensår 1960
4. ↑  NVDB på webb, läst 8 maj 2017
5. 1 2  Rasmus Ahlblom (2 februari 2024). ”Byggstart är klubbat på E20 – vägarbete”. Skaraborgs Nyheter. https://www.skaraborgsnyheter.se/skaraborgs-och-riksnyheter/byggstart-ar-klubbat-pa-e20-vagarbete/. Läst 8 februari 2024.
6. ↑  ”E20, Göteborg–Örebro byggs ut för ökad framkomlighet och trafiksäkerhet”. Arkiverad från originalet den 17 november 2015. https://web.archive.org/web/20151117015727/http://www.trafikverket.se/nara-dig/Vastra-gotaland/projekt-i-vastra-gotalands-lan/E20-GoteborgOrebro/. Läst 18 oktober 2015.
7. ↑  ”E20 Genomfart Alingsås (vilande)”. Arkiverad från originalet den 28 mars 2019. https://web.archive.org/web/20190328203302/https://www.trafikverket.se/nara-dig/Vastra-gotaland/projekt-i-vastra-gotalands-lan/E20-GoteborgOrebro/E20-genomfart-Alingsas/. Läst 28 mars 2019.
8. ↑  ”E20 Götene–Mariestad”. Arkiverad från originalet den 28 mars 2019. https://web.archive.org/web/20190328192125/https://www.trafikverket.se/nara-dig/Vastra-gotaland/projekt-i-vastra-gotalands-lan/E20-GoteborgOrebro/e20-gotene-mariestad/. Läst 28 mars 2019.
9. ↑  ”E20 Förbi Mariestad”. Trafikverket. https://www.trafikverket.se/nara-dig/Vastra-gotaland/projekt-i-vastra-gotalands-lan/E20-GoteborgOrebro/e20-forbi-mariestadgammal/. Läst 28 mars 2019.
10. ↑  E20 förbi Skara, delen Dalaån-Ledsjö